# Растко Стојковић
Растко Стојковић (Београд, 12. јул 1981) је српски рукометаш и бивши државни репрезентативац.

## Клупска каријера
Стојковић је рукомет почео да тренира у Црвеној звезди. Касније је играо за Партизан, Студентски град, бањалучки Борац и ПКБ из Београда. У Црвену звезду се вратио 2003. године и ту провео наредне две сезоне. Освојио је дуплу круну у сезони 2003/04.
У сезони 2005/06. је носио дрес немачког Пфулингена. У Немачкој је провео и наредне три сезоне, али у екипи Нордхорна, где је освојио ЕХФ куп 2008. године. Од 2009. до 2013. године наступао је у Пољској за Виве Кјелце, где је освојио седам трофеја. Три пута је био шампион Пољске (2010, 2012. и 2013. године), четири пута победник Купа (2010, 2011, 2012. и 2013. године), а 2013. године освојио треће место на фајнал фору Лиге шампиона, чији је Кјелце био домаћин.
У Црвену звезду се вратио у јесен 2013. године. Задржао се кратко и постигао 28 голова на седам утакмица. Једно време је играо и у катарском Ал Рајану. Каријеру је од 2014. године наставио у белоруском Мешков Бресту, где је пружао одличне партије. Проглашен је за најбољег пивотмена СЕХА Газпром лиге, био један од најбољих стрелаца у Лиги шампиона, где се такође нашао у конкуренцији за идеални тим сезоне.
У августу 2019. је објавио да завршава играчку каријеру. Ипак, убрзо се предомислио и прикључио се београдском Рекреативу, члану Прве рукометне лиге Центар, иначе трећем рангу такмичења у Србији. Са овим клубом је успео да елиминише Црвену звезду у четвртфиналу Купа Србије. Крајем фебруара 2020. се прикључио екипи Војводине, са којом је договорио сарадњу до краја сезоне 2019/20. За новосадски клуб је дебитовао 4. марта 2020, на гостовању Новом Пазару, у четвртфиналу Купа Србије. Четири дана касније је играо и у четвртфиналној утакмици СЕХА лиге, у којој је Војводина поражена од мађарског Веспрема (26:31) у СЦ Слана Бара. Стојковић је био најбољи стрелац свог клуба на овом мечу са девет постигнутих погодака. Ове две утакмице су му били и једини наступи за Војводину у овој сезони, јер су убрзо сва рукометна такмичења прекинута због пандемије изазване вирусом Ковид 19. Током септембра 2020. је наступао за Херцеговац из Гајдобре са којим је кроз бараж изборио пласман у Прву лигу Србије, група север. У јануару 2021. је потписао за швајцарски Винтертур. Са овим клубом је на крају сезоне 2020/21. освојио титулу првака Швајцарске.

## Репрезентација
Стојковић је за сениорску репрезентацију Србије дебитовао 2007. године. Нашао се на списку селектора Сеада Хасанефендића за Европско првенство 2010. у Аустрији. Ипак није био пријављен за први круг такмичења, а пошто је Србија такмичење завршила већ у овој фази, Стојковић није добио прилику да заигра.
Наредне 2011. године је играо на Светском првенству у Шведској, а 2012. је био део генерације која је освојила сребрну медаљу на Европском првенству у Србији. Нашао се и на ширем списку играча за Олимпијске игре 2012. у Лондону, али није био међу коначних 15 репрезентативаца који су отишли на олимпијски турнир. Са националним тимом је играо и на Европском првенству 2014. у Данској.